# Барикіно (Бурятія)
Барикіно (рос. Барыкино) — село Тарбагатайського району, Бурятії Росії. Входить до складу Сільського поселення Барикінське.
Населення — 368 осіб (2015 рік).